# جائزة وكيل التغيير
جائزة وكيل التغييرهي جائزة سنوية أنشأها منتدى الشراكات العالمي في عام 2016 تقديرًا لمجهودات الناشطات في مجال المساواة بين الجنسين وتمكين المرأة، دعماً لمنظمة الأمم المتحدة للمرأة.
يمنح الجوائز الأمين العام المساعد للأمم المتحدة للدعم الحكومي الدولي والشراكات الاستراتيجية ورئيس منتدى الشراكات العالمية في مقر الأمم المتحدة، في مدينة نيويورك. يستند تمثال «وكيل التغيير» إلى تمثال الفنان سبار ستريت الذي يحمل نفس الاسم.

## جوائز عام 2016

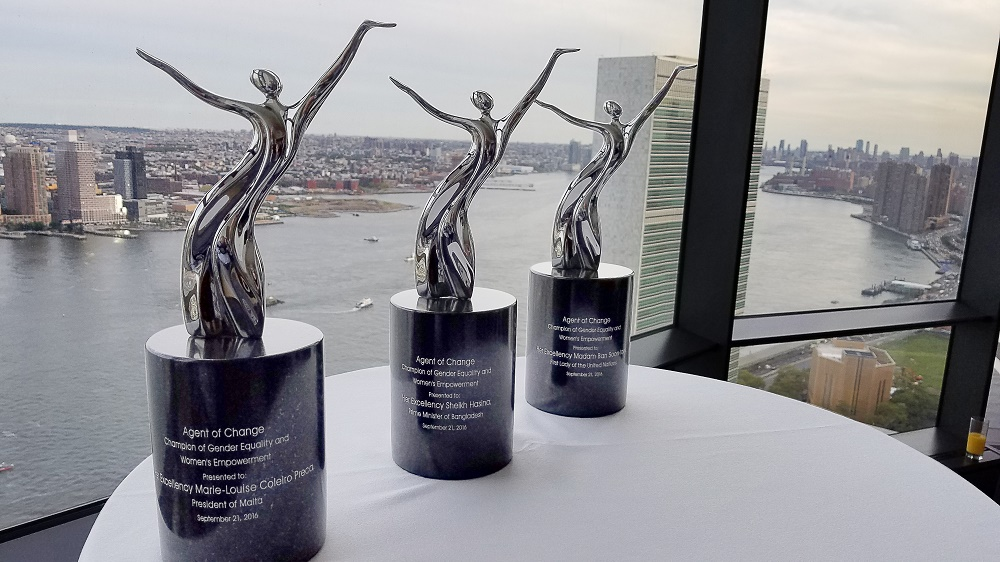
التماثيل الثلاثة لعام 2016 ، مع ظهور مقر الأمم المتحدة في الخلفية.

في 21 سبتمبر 2016، مُنحت الجائزة لكل من:
| الفائز بالجائزة        | البلد          | ملاحظات                                          | مراجع             |
| ---------------------- | -------------- | ------------------------------------------------ | ----------------- |
| شيخة حسينة واجد        | بنغلاديش       | رئيسة وزراء بنغلاديش العاشرة                     | [ 3 ] [ 4 ] [ 5 ] |
| ماري لويز كوليرو بريكا | مالطا          | رئيسة مالطا التاسعة                              | [ 6 ]             |
| بان سون-تايك           | كوريا الجنوبية | زوجةبان كي مون، الأمين العام الثامنالأمم المتحدة |                   |

## جوائز عام 2017
في 20 سبتمبر 2017، مُنحت الجائزة لكل من:
| الفائز بالجائزة        | البلد                    | ملاحظات                                                                            | مراجع              |
| ---------------------- | ------------------------ | ---------------------------------------------------------------------------------- | ------------------ |
| إرنا سولبرغ            | النرويج                  | رئيسة وزراء النرويج الثامنة والعشرين                                               |                    |
| مارغو والستروم         | السويد                   | الوزيرة الثانية والأربعون للشؤون الخارجية والنائبة الثالثة عشر لرئيس وزراء السويد. | [ 7 ]              |
| ريتنو مارصودي          | اندونيسيا                | وزيرة خارجية اندونيسيا السابعة عشر.                                                | [ 8 ] [ 9 ] [ 10 ] |
| فاطمة بنت مبارك الكتبي | الإمارات العربية المتحدة | رئيسة الاتحاد النسائي العام لدولة الإمارات العربية المتحدة                         | [ 11 ] [ 12 ]      |
| ميشال باشليت           | تشيلي                    | رئيسة تشيلي الثانية والثلاثين & والرابعة والثلاثين                                 |                    |